# 펌프카
펌프카는 건물을 짓는 건설현장에서 콘크리트를 타설하는 장비를 갖춘 특장차를 가리킨다. 그래서 콘크리트를 운반하는 레미콘과 함께 건설현장에 같이 움직이는 경우가 많은

## 특징
펌프카는 건물을 건설할 때 필요한 콘크리트를 골고루 살포하도록 특수한 장비를 갖추고 있어 건물을 짓는 건설현장에서 레미콘과 함께 많이 보인다. 그래서 아파트나 주택과 같은 주거나 상가나 빌딩 등의 마천루들과 같은 상업은 물론이고 공장을 짓는 공업의 시설을 만드는 건설의 현장에서도 많이 등장하게 된다. 차량은 주로 현대 엑시언트, 현대 트라고, 현대 메가트럭, 타타대우 노부스, 타타대우 프리마와 같이 중형 화물차와 대형 화물차를 쓰나 외국산 화물차들인 메르세데스-벤츠, 스카니아, MAN SE, 볼보자동차, 이베코 등을 사용하는 경우도 있으며 삼성 SM트럭, 쌍용 SY트럭, 쌍용 DA트럭, 아시아 AM트럭, 기아 그랜토, 현대 대형트럭, 현대 중형트럭, 현대 슈퍼트럭, 현대 슈퍼 중형트럭, 현대 뉴파워트럭, 대우 대형트럭, 대우 차세대 트럭, 기아 라이노, 현대 마이티, 기아 트레이드와 같은 오래되거나 구형인 화물차를 사용하는 경우들도 많다. 특장차로 분류가 되기에 구형과 신형도 골고루 잘 쓰이며 새로운 건물을 짓는 건설현장에선 필수적인 차량이라고 할 수가 있다.

## 같이 보기
- 화물차
- 특장차
- 상용차